# Giuseppe Pizzigoni
Giuseppe Pizzigoni, genannt Pino, (* 9. Juni 1901 in Bergamo; † 1967 ebenda) war ein italienischer Architekt. Er wurde bekannt durch seine innovativen und avantgardistischen Bauprojekte in Oberitalien.

## Lebensdaten
Pizzigonis Eltern waren der Rechtsanwalt Attilo Pizzigoni und Maria Patirani, die Mutter starb als Pizzigoni drei Jahre alt war. Pizzigonis Interesse galt zunächst der Malerei, er erhielt Unterricht von Giacomo Bosis. 1919 begann Pizzigoni jedoch sein Studium der Architektur am Polytechnikum Mailand, das er 1924 abschloss. Ein prägender Lehrer dort war Gaetano Moretti (1860–1938), der den Jugendstil in Italien umsetzte. Pizzigoni begeisterte sich schnell für die Ideen des Weimarer Bauhauses. 1924 schloss er mit einem Aufsatz über das Mausoleum Julius II. das Studium ab.

## 1924–1931
Nach dem Militärdienst entstand als Pizzigonis erste große selbständige Arbeit die Villa für den Vater (1925–27) in Bergamo, Viale Vittorio Emanuele II 70. Das Wohnhaus zeigt die Formen einer großbürgerlichen Stadtvilla noch im Stil des italienischen Neohistorismus. Diese Arbeit erfuhr sogleich Aufmerksamkeit und wurde in der zweiten Ausgabe des Architekturmagazins DOMUS publiziert. 1927–29 ergab sich eine Zusammenarbeit mit dem Architekten Giovanni Muzio (1893–1982), einem Vertreter des Neoklassizismus. Zu ihren Werken gehörten u. a. in Bergamo Bassa die Innenausstattung der Banca Bergamasca und der italienische Pavillon auf der Medienmesse Pressa in Köln 1928, deren Pavillonbauten internationale Aufmerksamkeit erlangten. Zwischen 1927 und 1931 fand eine Zusammenarbeit mit dem Ingenieur Michele im Atelier Invernizzi bei den Wohnprojekten Quarierte della Clementine in Bergamo, Casa Beratto und Casa Traversi statt. Er gewann den Wettbewerb für die Kirche in Gorno und gemeinsam mit den Brüdern Maiocchi den für die Kathedrale in La Spezia.

## 1932–1937
1932 kam seine Lehrtätigkeit an der Accademia Carrara di Bergamo hinzu. Zwischen 1933 und 1935 schrieb er verschiedene Aufsätze zum Thema Fenster und Wand in Punti di vista artistici und CRONACHE: Mensile (di lettere, arti e costumi). Einzelne Entwürfe für Innenausstattungen und Möbel kamen hinzu. 1931–37 wandte er sich verstärkt dem Rationalismus zu, die Villa Studio für den Maler Romualdo Locatelli basiert in ihrem Entwurf zum ersten Mal auf rein geometrischen Formen.

## Die Kriegsjahre 1938–1945
Da Pizzigoni nicht in die faschistische Partei eintrat wurde er von öffentlichen Ausschreibungen ausgeschlossen. Er erfüllte in dieser Zeit kleinere private Aufträge und setzte sein theoretisches Werk fort. 1942 heiratete er Giuseppina Gallina und kurz nach der Geburt der gemeinsamen Tochter Maria wurde er als Soldat in Griechenland stationiert.

## Nachkriegszeit 1945–1967
Nach Kriegsende brachte ihm seine Unabhängigkeit viel Anerkennung ein und er forcierte die Idee einer erneuerten modernen Stadtarchitektur, die er durch Veröffentlichungen populär machte: Per una nuova edizia cittadina und Constuire nuove case. Pizzigoni war Präsident des VII. CIAM (Internationaler Kongress für moderne Architektur) 1949 in Bergamo. Unter Anderen nahmen Le Corbusier, Sigfried Giedion und Helena Syrkus teil. Seine Bauten sollten funktional und kostensparend sein, wobei seine Wertschätzung für Bruno Taut mit einfloss. So schuf er 1946 die Casa Minima, ein schlichtes Einfamilienhaus mit sämtlichen notwendigen Funktionen ausgestattet: 6 Bettstellen, Küchenecke, Bad, kleiner Garten. 1949–50 entstand die Casa Fanfani, eine Reihenhausanordnung. Pizzigonis stattliche Grabmäler und Kapellen auf dem Friedhof von Bergamo fallen durch einen sehr funktionalistischen und dennoch repräsentativen Stil auf. Besonders herausragend sind die der Familien Bay, Bili (abgebrochen), Adiani und Traversi; sie entstanden in den Jahren 1947–57. Verstärkt experimentierte Pizzigoni mit Betonschalen und Hyperboloiden auf seinem privaten Gelände in Zandobbio, der Heimatgemeinde der Familie Pizzigoni. Er realisierte in dieser Gemeinde unterschiedlichste Objekte; 1962–65 das Gemeindehaus, 1960–64 die Molkerei und einen Schweinestall sowie 1965 Kindergarten und Schule.

## Letzte Werke

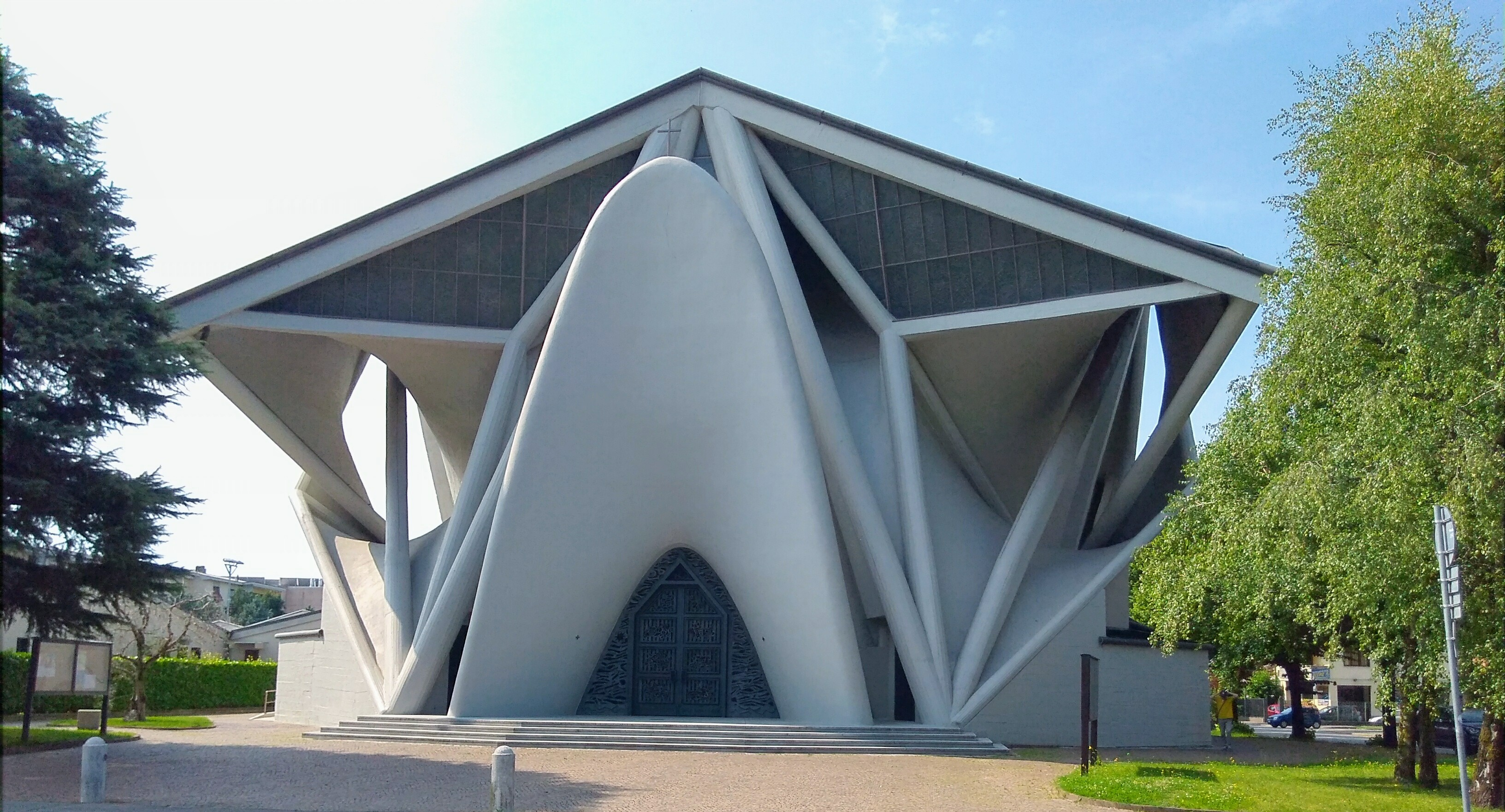
Chiesa Longuelo, Fassade

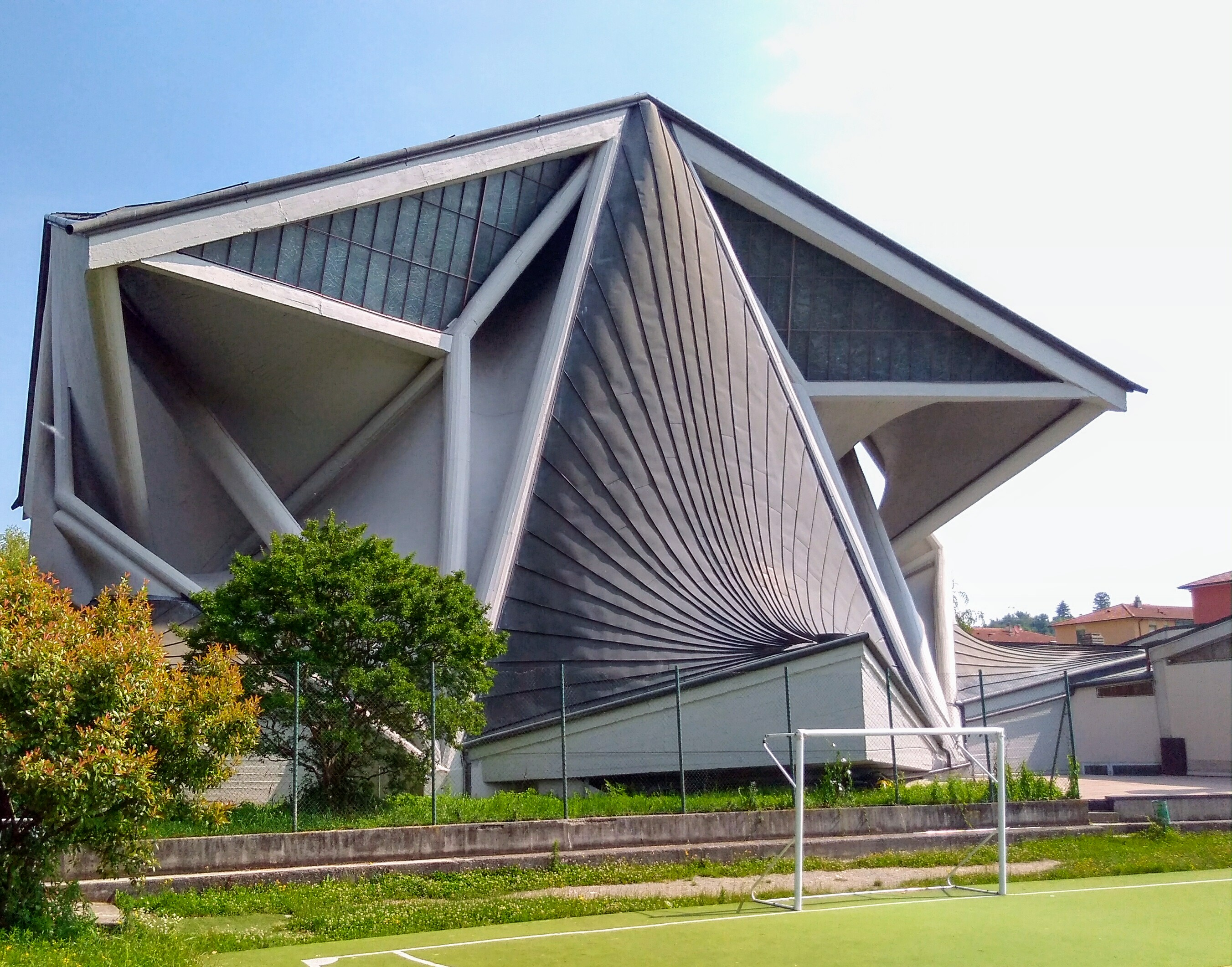
Chiesa Longuelo, Choransicht

Ab 1960 entstanden Pizzigonis ausdrucksstärkste Werke, das Ferienhaus für Claudio Nani in Parre mit versetzten Raumfenstern, um die Landschaft aus verschiedene Blickrichtungen zu erfahren sowie die Gemeindekirche Chiesa di Santissima Immaculata in Longuelo. Ein Stahlbetonbau aus zeltartiger Pfeilerbauweise, kombiniert mit einem Parabelentwurf für Fassade und Chor. Das Zelt der Begegnung von Mose in der Wüste gab diese Anregung. Pizzigoni starb überraschend am 29. März 1967 in seinem Atelier im Alter von 67 Jahren.